# Hey Look Me Over
«Hey Look Me Over» / «It Pays to Advertise» (с англ. — «Эй посмотри на меня / Рекламировать выгодно») — первый сингл американской рок-группы Elf, выпущенный в 1967 году. На момент записи сингла, группа выступала под названием The Electric Elves.

## О сингле
Релиз является первой работой группы и единственным, записанным в первоначальном составе, существовавшего до 12 февраля следующего (1968-го) года, пока The Electric Elves не попадают в автокатастрофу, вследствие которой погибает Ник Пантас.
Группа была создана в 1967 году и получила название The Electric Elves. В оригинальный состав группы помимо самого Дио (который тогда ещё выступал под своим настоящим именем — Рональд Падавона) входили: соло-гитарист Дэвид Файнштейн (двоюродный брат Ронни), ритм-гитарист Ник Пантас, клавишник Дуг Талер и барабанщик Гэри Дрискол. Басовые партии исполнял сам Дио. В том же году группа подписала контракт с «Decca Records» и в конце года выходит сингл «Hey Look Me Over» / «It Pays to Advertise».
На следующий год группа сменила лейбл на «MCA Records», на котором, позднее, был издан третий (и последний неальбомный) сингл, «Amber Velvet» / «West Virginia».

## Авария
12 февраля 1968 года, выехав на очередной концерт, музыканты попали в аварию. Ник Пантас погиб, а Рональду наложили на голову около 150 швов после того, как он лбом пробил лобовое стекло. У Дэвида была сломана лодыжка и разбито лицо. В больницу с многочисленными травмами попал Талер.

## Дальнейшая судьба «Эльфов»
Чтобы временно заменить его, в группу был приглашён вернувшийся в 1968 году из армии Микки Ли Соул. В конце года название группы сократилось до «The Elves», а вскоре в строй вернулся Талер, ставший гитаристом, поскольку расставаться с Соулом группа не хотела.

## Список композиций
| №  | Название            | Автор(ы) | Длительность |
| -- | ------------------- | -------- | ------------ |
| 1. | «Hey, Look Me Over» | Талер    | 2:04         |

| №                   | Название               | Автор(ы)            | Длительность |
| ------------------- | ---------------------- | ------------------- | ------------ |
| 2.                  | «It Pays to Advertise» | Падавона            | 2:42         |
| Общая длительность: | Общая длительность:    | Общая длительность: | 4:46         |

## Участники записи
В оригинальный состав группы помимо самого Дио (который тогда ещё играл на басу и выступал под своим настоящим именем — Рональд Падавона) входили:
- Дэвид Файнштейн — соло-гитара,
- Ник Пантас — ритм-гитара,
- Дуг Талер — клавишные,
- Гэри Дрискол — ударные.